# Кулов, Николай Николаевич
Николай Николаевич Кулов (род. 11 августа 1936 года — 8 ноября 2023 года) — российский физикохимик, заслуженный деятель науки и техники Российской Федерации (1995).

## Биография
Родился 11 августа 1936 в Ярославле.
Окончил с медалью среднюю московскую мужскую школу № 1 (1954) и Московский химико-технологический институт им. Д. И. Менделеева (1960, кафедра разделения изотопов). Направлен для работы в лабораторию разделения смесей Физико-химического института им. Л. Я. Карпова, возглавляемую Н. М. Жаворонковым.
С 1964 г., после того, как лаборатория была переведена в Институт общей и неорганической химии (ИОНХ) им. Н. С. Курнакова АН СССР, работал там в должностях от младшего научного сотрудника до заместителя директора института по научной работе (1985—1989). С 1986 г. возглавлял свою лабораторию, которая в последнее время называлась лабораторией теоретических основ химической технологии.
В 1967 г. за цикл работ в области физической абсорбции, заложивших основы методов расчёта кинетики массообмена в роторных плёночных аппаратах, присвоена учёная степень кандидата химических наук.
В 1973—1974 гг. по приглашению профессора П. В. Данквертса читал лекции на кафедре инженерной химии Кембриджского университета. Там начал работы по гидродинамике и массообмену в двухфазных плёночно-дисперсных потоках, которые затем продолжил в ИОНХ.
Более 30 лет по совместительству преподавал в РХТУ.
Доктор химических наук (1984), профессор (1986). С 1975 по 1985 г. преподавал на кафедре «Техника основной химии и промышленной экологии» Московского института химического машиностроения, с 1986 по 2015 г. профессор РХТУ им. Д. И. Менделеева, где в 1992 г. по его инициативе был создан Высший инженерно-химический колледж на правах факультета, читал курсы «Явления переноса» и «Принципы процессов разделения смесей».

## Научная деятельность
Область научных интересов: процессы и аппараты химической технологии, процессы переноса в гетерогенных средах, эффект Марангони, гибридные процессы, в том числе кристаллизационно-ультразвуковая очистка воды, процессы разделения смесей (дистилляция, каталитическая дистилляция, абсорбция, фракционная кристаллизация, мембранное разделение).
Разработал физико-химические основы массообмена при плёночной абсорбции газов (1964—1984) и при растворении твёрдых частиц в турбулентных потоках (1980—1984).
Совместно с сотрудниками установил оптимальные условия работы массообменных аппаратов в саморегулирующемся режиме инверсии фаз (1986—1994) и разработал методы расчёта химико-технологических процессов кристаллизации из расплавов (1985—1995).
Заместитель главного редактора Химической энциклопедии, тт. 1 — 5. М.: Издательство «Советская энциклопедия», 1998.

### Научные труды
Автор (соавтор) более 300 научных публикаций.
Книги (соавтор, редактор):
- Б. А. Ульянов, Н. Н. Кулов, А. В. Бадеников. Процессы переноса в химической технологии. Учебное пособие — Ангарск: Издательство Ангарской государственной технической академии, 2015 г. — 337 с.
- Gas (Vapor) — Liquid Systems. Edited by N.N. Kulov. N.Y.: Nova Science Publishers, Inc., 1996—270 pp.
- Liquid — Liquid Systems. Edited by N.N. Kulov. N.Y.: Nova Science Publishers, Inc., 1996—269 pp.

Перевёл с английского языка книги:
- Р. Берд, В. Стьюарт, Е. Лайтфут. Явления переноса. (Совместно с В. С. Крыловым)
- Т. Шервуд, Р. Пигфорд, Ч. Уилки. Массопередача.

## Награды и звания
- Заслуженный деятель науки и техники РФ (1995).
- Лауреат Премии Совета Министров СССР 1990 г.
- орден Трудового Красного Знамени (1986)
- медаль «За трудовое отличие» (1981).